# Sascha Bajin
Aleksandar Bajin dit Sascha Bajin, né le 4 octobre 1984 à Munich, est un entraîneur de tennis allemand d'origine serbe.

## Biographie
En tant que joueur, Sascha Bajin a écumé les tournois Futures au milieu des années 2000 sans succès. Il a participé aux qualifications du tournoi de Munich en 2006. Considéré comme un joueur prometteur dans les années 1990, sa motivation d'accéder au haut niveau s'interrompt brusquement lorsque son père décède dans un accident de voiture alors qu'il n'a que 15 ans.
Exerçant comme professeur de tennis à Munich, il devient en 2007 le sparring-partner de Serena Williams et le reste jusqu'en 2015. Il accompagne ensuite Victoria Azarenka jusqu'en 2016 et travaille pendant quelque temps avec Sloane Stephens ainsi que Caroline Wozniacki pendant la saison 2017.
En décembre 2017, il s'engage comme entraîneur auprès de Naomi Osaka. À ses côtés, la Japonaise remporte son premier titre du Grand Chelem à l'US Open. Bajin se voit récompensé du titre nouvellement décerné par les WTA Awards de Coach of the year fin 2018. Ils se séparent en février 2019 de façon assez brutale après que cette dernière ait gagné un second Grand Chelem en Australie,. Il rejoint deux mois plus tard l'équipe de Kristina Mladenovic. Leur association prend fin au bout de six mois. Il travaille ensuite une saison avec l'Ukrainienne Dayana Yastremska puis devient l'entraîneur de Karolína Plíšková pour l'année 2021. Leur collaboration s'arrête en juillet 2022 puis reprend cinq mois plus tard.